# Laurence Naismith
Laurence Naismith (* 14. Dezember 1908 in Thames Ditton, Surrey, England; † 5. Juni 1992 in Southport, Queensland, Australien) war ein britischer Schauspieler.

## Leben
Naismith war vor seiner Zeit als Schauspieler, die 1927 auf der Bühne begann, bei der Marine. Auch während des Zweiten Weltkrieges war er Soldat, von 1939 bis 1946 verrichtete er Dienst bei der Royal Artillery. Danach debütierte der stets besorgt dreinschauende Naismith in zumeist freundlich gezeichneten Rollen am Londoner West End. Sein Filmdebüt machte er im Jahr 1948, in der Folge konnte er sich als verlässlicher Nebendarsteller im britischen Kino der Nachkriegszeit etablieren. Zu seinen nennenswerteren Filmrollen zählen etwa der Titanic-Kapitän Edward John Smith in dem Katastrophenfilm Die letzte Nacht der Titanic (1958), der Erste Seelord der britischen Navy im Kriegsfilm Die letzte Fahrt der Bismarck (1960), Argos in dem in der griechischen Mythenwelt spielenden Abenteuerfilm Jason und die Argonauten (1963), Fezziwig in der Charles-Dickens-Adaption Scrooge (1970) und der Diamantenexperte Sir Donald Munger in dem James-Bond-Streifen Diamantenfieber (1971).
In den 1960er-Jahren wirkte Naismith auch an einigen amerikanischen Filmen und Serien mit. Im deutschsprachigen Raum wurde er insbesondere durch die 1970er-Jahre-Kultserie Die 2 mit Tony Curtis und Roger Moore in den Hauptrollen einem breiten Publikum bekannt; in dieser verkörperte Naismith in einer wiederkehrenden Nebenrolle deren Auftraggeber Richter Fulton. In der britischen Miniserie Sturz der Adler über den Niedergang der Monarchien Preußens, Österreich-Ungarns und Russlands verkörperte Naismith 1974 den gealterten Kaiser Franz Joseph. Insgesamt umfasst Naismiths filmisches Schaffen bis 1982 mehr als 115 Film- und Fernsehproduktionen.
Er war mit der Schauspielerin Christine Bocca seit 1939 bis zu ihrem Tode verheiratet; der ebenfalls als Schauspieler arbeitende Woddy Naismith ist sein Enkel.

## Filmografie (Auswahl)
- 1948: Trouble in the Air
- 1949: Adel verpflichtet (Kind Hearts and Coronets)
- 1949: Keine Wahl ohne Qual (The Chiltern Hundreds)
- 1950: Das doppelte College (The Happiest Days of Your Life)
- 1951: Unterwelt (Pool of London)
- 1951: Die Stunde X (High Treason)
- 1952: Mother Riley Meets the Vampire
- 1952: Die Schmuggler-Prinzessin (Penny Princess)
- 1953: Meineid (The Long Memory)
- 1953: Teufel in Blond (Bad Blonde/The Flanagan Boy)
- 1953: Die Bettleroper (The Beggar’s Opera)
- 1953: Mogambo
- 1954: Sein größter Bluff (The Million Pound Note)
- 1954: Unter schwarzem Visier (The Black Knight)
- 1954: Major Carrington (Carrington V.C.)
- 1955: Mai 1943 – Die Zerstörung der Talsperren (The Dam Busters)
- 1955: Josephine und die Männer (Josephine and Men)
- 1955: Richard III.
- 1956: Der Mann, den es nie gab (The Man Who Never Was)
- 1956: Vincent van Gogh – Ein Leben in Leidenschaft (Lust for Life)
- 1956: Im Schatten der Angst (The Weapon)
- 1956: Tiger im Nebel (Tiger in the Smoke)
- 1957: Die Angst hat tausend Namen (Seven Waves Away)
- 1957: Der Knabe auf dem Delphin (Boy on a Dolphin)
- 1957: Die Farm der Verfluchten (Robbery Under Arms)
- 1958: Dämon Weib (The Gypsy and the Gentleman)
- 1958: Die nackte Erde (The Naked Earth)
- 1958: I Accuse!
- 1958: Chefinspektor Gideon (Gideon’s Day)
- 1958: Die letzte Nacht der Titanic (A Night To Remember)
- 1958: Der Spion mit den 2 Gesichtern (The Two-Headed Spy)
- 1958: Sturm im Osten (La tempesta)
- 1959: Salomon und die Königin von Saba (Solomon and Sheba)
- 1959: Der dritte Mann im Berg (Third Man on the Mountain)
- 1960: Die letzte Fahrt der Bismarck (Sink the Bismarck!)
- 1960: Zorniges Schweigen (The Angry Silence)
- 1960: Der Mann mit der grünen Nelke (The Trials of Oscar Wilde)
- 1960: Das Dorf der Verdammten (Village of the Damned)
- 1960: Geheimauftrag für John Drake (Danger Man, Fernsehserie, 1 Folge)
- 1960: Die Spur führt ins Nichts (The Criminal)
- 1960: Die Welt der Suzie Wong (The World of Suzie Wong)
- 1961: Sommer der Verfluchten (The Singer Not the Song)
- 1962: Alarm auf der Valiant (The Valiant)
- 1962: Das Geheimnis der grünen Droge (I Thank a Fool)
- 1962: Der Löwe von Sparta (The 300 Spartans)
- 1963: Cleopatra
- 1963: Jason und die Argonauten (Jason and the Argonauts)
- 1963: Die drei Leben des Thomasina (The Three Lives of Thomasina)
- 1965–1967: Auf der Flucht (The Fugitive, Fernsehserie, 3 Folgen)
- 1967: Heiße Katzen (Deadlier Than the Male)
- 1967: Der Kampf (The Long Duel)
- 1967: Camelot – Am Hofe König Arthurs (Camelot)
- 1967: Invasion von der Wega (The Invaders, Fernsehserie, 2 Folgen)
- 1967: Die Lady und ihre Gauner (Fitzwilly)
- 1968: Mannix (Fernsehserie, 1 Folge)
- 1969: Gwangis Rache (The Valley of Gwangi)
- 1969: Grüne Augen in der Nacht (Eye of the Cat)
- 1969: Bonanza (Fernsehserie, 1 Folge)
- 1969: Das Buschbaby (The Bushbaby)
- 1970: Scrooge
- 1971: Auf der Suche nach Liebe (Quest for Love)
- 1971: James Bond 007 – Diamantenfieber (Diamonds Are Forever)
- 1971: Die 2 (The Persuaders!, Fernsehserie, 11 Folgen)
- 1972: Der junge Löwe (Young Winston)
- 1972: Die Wunder des Herrn B. / Alternativtitel: Die phantastische Reise ins Jenseits (The Amazing Mr. Blunden)
- 1973: Oh, Father! (Fernsehserie, 7 Folgen)
- 1974: Sturz der Adler (Fall of Eagles, Miniserie, 3 Folgen)
- 1978: Simon Templar – Ein Gentleman mit Heiligenschein (Return of the Saint, Fernsehserie, 1  Folge)
- 1982: Erinnerungen an Lord Nelson (I Remember Nelson, Miniserie)